# 達哈翁

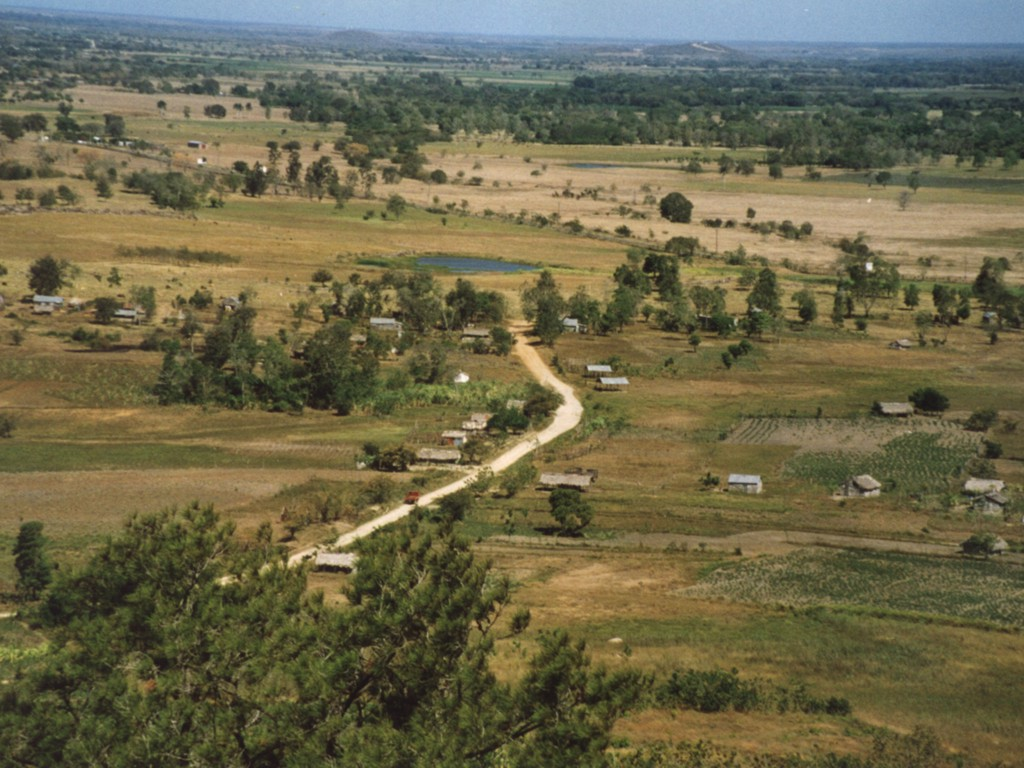

達哈翁（西班牙語：Dajabón，西班牙語發音：[daxaˈβon]）是中美洲國家多明尼加共和國的城市，也是達哈翁省的首府，位於該國西北部，與海地接壤的邊境城市Ouanaminthe隔達哈翁河毗鄰，始建於1776年，面積253.41平方公里，海拔高度35米，2012年人口25,983。

## 外部連結
- Dajabon, Encyclopædia Britannica